# Comitat
Termenul comitat denumește sau denumea o unitate administrativ-teritorială în anumite țări precum Regatul Unit, Australia, Canada, Estonia, Irlanda, Noua Zeelandă, Statele Unite ale Americii, Ungaria (anterioară anului 1918) și altele.
Comitatul poate fi o subdiviziune națională de ordinul întâi, în țările unitare, ne-federale, precum Estonia sau Irlanda sau o subdiviziune națională de ordin secundar, în țările federale, precum Australia, Canada sau Statele Unite ale Americii. 

## Istoric
La origine, în dreptul medieval european, prin termenul latin comitatus era desemnată regiunea condusă de un comite sau conte. Cu timpul cuvântul comitatus a pătruns în limbile vulgare, devenind în franceză comté, în engleză county, în germană Grafschaft (de la "Graf" = conte). 
În limba română cuvântul comitat a pătruns prin intermediul limbii germane, în limba germană cultă folosindu-se până în secolul al XIX-lea forma latină Komitatus. Inițial în limba română comitatul era desemnat prin cuvântul varmeghie, pătruns pe filieră maghiară (vármegye, mai curând megye (județ)).

## Articole conexe
- Comitatele Ungariei
- Comitate medievale din Transilvania
- Comitatele ceremoniale ale Angliei
- Comitatele istorice ale Angliei
- Comitat al unui stat al Australiei
- Comitatele istorice ale Australiei
- Comitat al unei provincii din Canada
- Comitatele Estoniei
- Comitat al unui stat al Statelor Unite ale Americii
- District
- Județ
- Raion
  - Raioanele Republicii Moldova
- Voievodat – Polonia
- Powiat – Polonia
- Provincie
- Land – Germania, spre comparație
- Departament
- Prefectură – Japonia, spre comparație
- Okrug – Muntenegru și Serbia